# محمد خالد (لاعب هوكي الحقل)
محمد خالد (بالإنجليزية: Muhammad Khalid) هو لاعب هوكي الحقل باكستاني، ولد في 1973.

## وصلات خارجية
- محمد خالد على موقع أوليمبيديا (الإنجليزية)
- محمد خالد على موقع اتحاد ألعاب الكومنولث (مؤرشف) (الإنجليزية)